# 쉬차오신
쉬차오신(중국어 정체자: 徐巧芯, 병음: Xú Qiâoxīn, 한자음: 서교심, 1989년 11월 18일 ~ )은 타이완의 정치인이다. 2024년 타이베이시 제7선거구의 입법위원으로 당선된다.